# Заповідник Вієрісті
Запові́дник Вієрісті (ест. Viieristi looduskaitseala) — природний заповідник, розташований на острові Сааремаа, що на заході Естонії. Створений 3 квітня 1965 року задля охорони реліктових форм рельєфу, різноманітних типів рослинності (лісів, боліт, лук), типової для заходу Естонії флори і фауни. Спочатку площа охоронної зони становила 378 га, згодом її трохи збільшили; сучасна заповідна площа становить 389,8 га, з яких 367,9 га припадають на суходіл, 21,9 га — на акваторію. Заповідник включений до європейської мережі природоохоронних територій Natura 2000.

## Географія та геологія
Заповідник Вієрісті розташований на заході Естонії, в повіті Сааремаа, в межах однойменній волості (до адміністративної реформи його територія належала волостям Сальме і Торгу). Кордони охоронюваної зони лежать на крайньому півдні острова Сааремаа поряд із селами Кааві, Мяебе, Лиупиллу, Вінтрі, Мясса.
Основна частина заповідних теренів охоплює узбережжя Балтійського моря в межах півострова Сирве, до охоронюваної зони також включена невелика ділянка літоралі. Рельєф заповідника Вієрісті складний, оскільки до нього входять ділянки різного геологічного походження. Найбільш віддалена від моря й найбільш підвищена зона в минулому була суходолом, у сучасний історичний період її вирізняє наявність доволі плодючих і потужних ґрунтів, на яких ростуть густі ялинові й листяні ліси. Трохи нижче від неї лежить кліф, що являє собою берегову терасу стародавнього Літоринового моря. Наразі абсолютна висота кліфу і ділянок над ним становить 24—27 м. Під кліфом простяглась вужча ділянка суходолу, яка в минулому була мілководдям Літоринового моря. Відступаючи, воно залишило по собі потужні відклади піску, які перетворились на приморські дюни. В сучасний період вони вкриті малопотужними сухими ґрунтами, на яких розвинулись бори. Між дюнами і кліфом простяглася смуга низинних боліт завширшки 10—50 м, вони утворились на вапнякових ґрунтах і живляться мінеральними джерелами, що витікають з-під кліфу. Найнижчі ділянки у заповіднику Вієрісті — це сучасне узбережжя і лагуни Балтійського моря. Щовесни або після тривалих дощів тут утворюється тимчасова водойма — озеро Колтсі. Поблизу озера також є кілька дрібних джерел.

## Флора
Флора заповідника Вієрісті різноманітна, що обумовлено наявністю в його межах різних ландшафтів. Серед типів рослинності тут виділяють такі: ялинові ліси, листяні ліси, бори, заболочені ліси, мінеральні болота і тимчасові водойми, лучні угруповання з безколінцем блакитним, рослинність мілководних морських заток. Загалом тут описано 22 види рідкісних рослин.

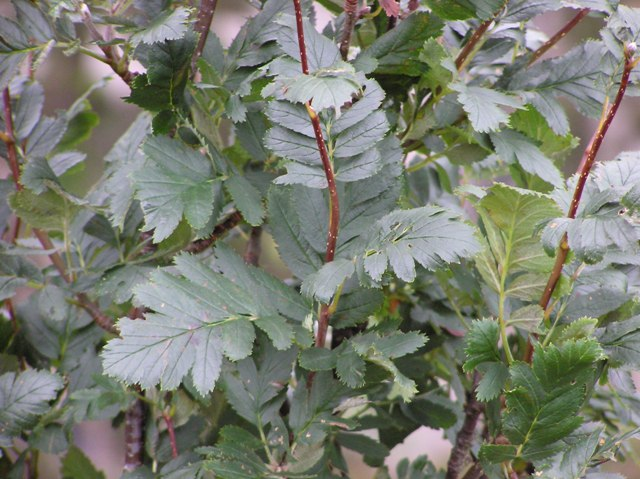
Листя горобини Sorbus rupicola.

Ялинові ліси заповідника Вієрісті ростуть на віддалених від моря ділянках з вологими і плодючими ґрунтами. В них добре виражений трав'яний покрив, у якому переважають представники тіньолюбного різнотрав'я, плауни і мохи. З рідкісних видів тут знайдені плаун баранець звичайний і мох біломох сизий. У цьому ж районі розвинені й листяні ліси. Усі вони старого віку. В першому ярусі цих лісів поширена береза повисла, у підліску зростає рідкісний вид горобини — Sorbus rupicola, а також взяті в Естонії під охорону яблуні лісові. Навесні землю вкриває килим анемони жовтецевої, яка в Естонії росте на межі свого ареалу, а влітку буяють папороті, включно з рідкісним голокупником Роберта. Також у лісах обох цих типів описані рідкісні види орхідей: гніздівка лісова, коручки темно-червона і широколиста, любки дволиста і зеленоцвіта. Ще одним раритетом, який спорадично трапляється в листяних лісах над кліфом, є плющ звичайний. В Естонії він перебуває на східній межі ареалу і тому дуже вразливий до змін зовнішнього середовища.
У борах, де ґрунти значно бідніші й сухіші, трав'яний покрив розвинутий слабко. В ньому більше виражена частка лишайників. Як домішка в підліску цих лісів трапляється цінна деревна порода — тис ягідний, а в підліску багато гарно квітучого вовчого лика звичайного. Заболочені ліси відносно бідні на різнотрав'я і рідкісні рослини.
Натомість мінеральні болота з надлишком вологи й вапняковим ґрунтом до вподоби деяким орхідеям. Зокрема, тут часто трапляються зозулині сльози яйцелисті, коручка болотяна, а з рослин інших систематичних груп знайдені рідкісні ситник тупоцвітий і Myrica gale (цінний чагарник — постачальник сировини для ризького чорного бальзаму). Ще більше орхідей зростає на луках, де панівним видом є безколінець блакитний. Під покривом цього злаку ховаються Dactylorhiza russowii, билинець звичайний, зозульки м'ясо-червоні, плямисті, Фукса, комашник мухоносний. Крім того, на луках можна віднайти цікавих представників різнотрав'я, що походять з тепліших регіонів. До таких належать вика кашубська, горлянка пірамідальна, коростянка голубина, сон лучний.
Рідкісні рослини заповідника Вієрісті

## Фауна
У порівнянні з флорою фауна заповідника Вієрісті досліджена менш ретельно. Через невелику площу охоронюваної території тут відсутні великі звірі. Натомість доволі різноманітний пташиний світ. Нарівні зі звичайними для Естонії птахами, які у заповіднику є фоновими видами, тут можна побачити й рідкісних пернатих. Наприклад, старовікові листяні ліси приваблюють жовну сиву і чорну, які знаходять у стовбурах гнилих дерев чимало поживи. З дрібних лісових птахів тут живе мухоловка мала, а з великих у заповіднику спостерігали тетеруків і пугачів. У сухих і добре освітлених борах гніздуються вихідці з південних регіонів — дрімлюга та сиворакша. Обидва види шукають поживу на луках поза місцем гніздування. Луки заселяють деркачі, зарості навколо водойм приваблюють пірникоз червоношиїх. Також у заповіднику Вієрісті зафіксовані два види великих пернатих: журавель сірий годується на болотах і луках, а орлан-білохвіст полює на узбережжі. Крім того, з охоронюваних видів на узбережжі моря зупиняються крячки полярні.
З безхребетних тварин найчисельніші комахи, зокрема, у заповіднику багато денних метеликів.
Денні метелики заповідника Вієрісті